# Maytenus littoralis
Maytenus littoralis är en benvedsväxtart som beskrevs av Carv.-okano. Maytenus littoralis ingår i släktet Maytenus och familjen Celastraceae. Inga underarter finns listade.